# Barzan
Barzan é uma comuna francesa na região administrativa da Nova Aquitânia, no departamento de Charente-Maritime. Estende-se por uma área de 8,07 km². Em 2010 a comuna tinha 474 habitantes (densidade: 58,7 hab./km²).